# فيليبي هرنانديز
فيليبي هرنانديز (بالإسبانية: Felipe Hernández)‏ هو لاعب كرة قدم ومدرب كرة قدم تشيلي، ولد في 10 مايو 1988 في كوريكو في تشيلي. لعب مع ديبورتيس ماجالانز وكولو-كولو.

## وصلات خارجية
- فيليبي هرنانديز على موقع قاعدة بيانات كرة القدم.إي يو (الإنجليزية)
- فيليبي هرنانديز على موقع Soccerway.com (الإنجليزية)
- فيليبي هرنانديز على موقع عالم كرة القدم.نت (الإنجليزية)